# Merijntje Gijzen's Jeugd
Merijntje Gijzen's Jeugd is een Nederlandse film uit 1936 in geluid en zwart-wit, gebaseerd op het verhaal van A.M. de Jong.

## Verhaal
Merijntje is een jonge knaap die bevriend raakt met landloper De Kruik en samen doen ze een hoop dingen als vissen en jagen. Maar De Kruik wordt maar moeilijk geaccepteerd door de dorpelingen. Na een woede-aanval steekt de Kruik de grensjager neer waarna hij de cel in moet. Merijntje voelt zich alleen gelaten, zeker na de dood van de pastoor en na de afwijzing van vriendinnetje Nelleke. Dan besluit hij De Kruik te gaan bezoeken in de gevangenis.

## Rolverdeling

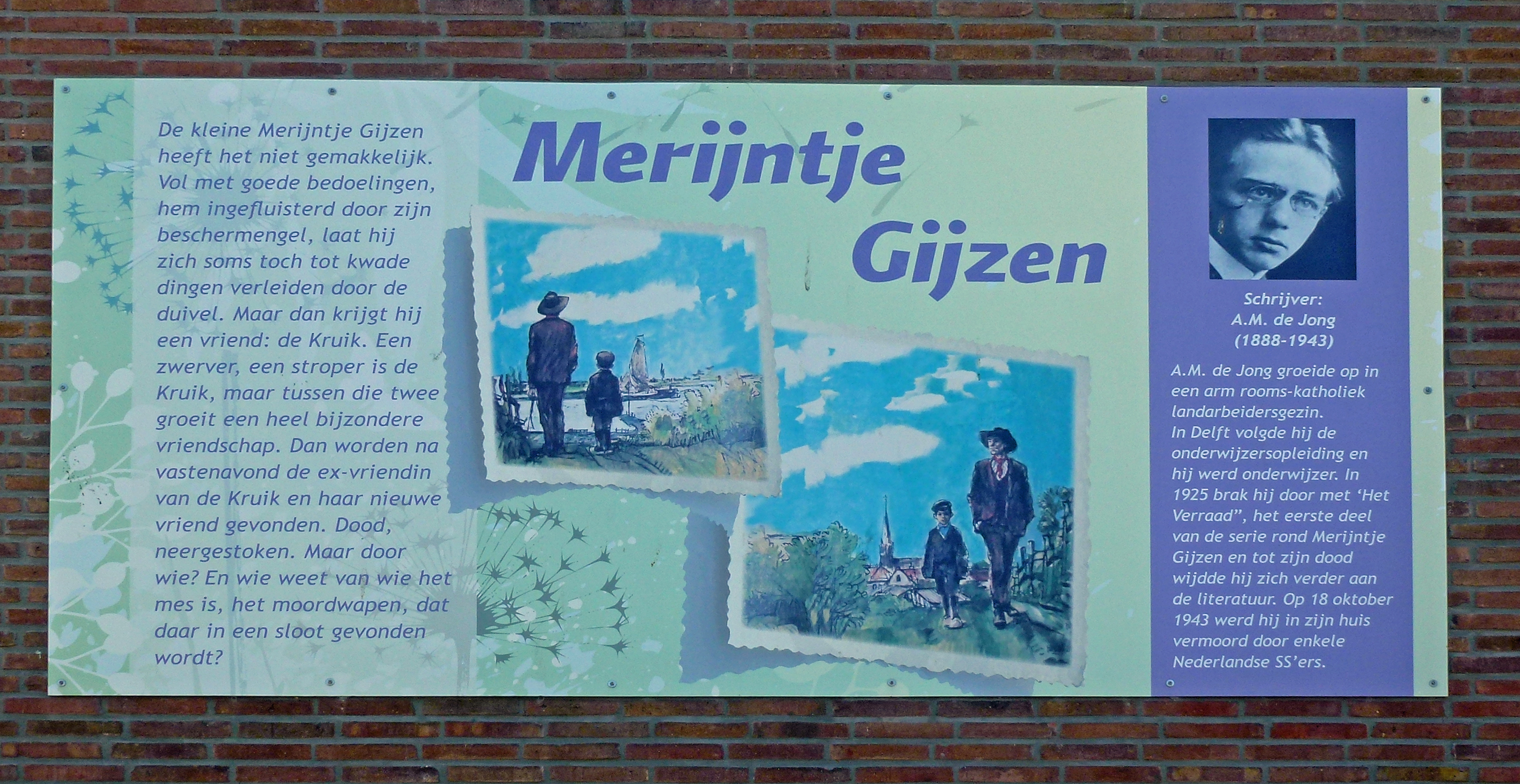
Merijntje Gijzen, gevelpaneel in Gouda

| Acteur              | Personage                |
| ------------------- | ------------------------ |
| Marcel Krols        | Merijntje Gijzen         |
| Piet Bron           | Goort Perdams (De Kruik) |
| Mimi Boesnach       | Janeke                   |
| A.M. de Jong        | Pastoor                  |
| Frida Gonissen      | Nelleke                  |
| Bill Benders        | Grensjager               |
| Aaf Bouber          | Janske                   |
| Harry Boda          | Flierefluiter            |
| Matthieu van Eysden | Vader Gijzen             |
| Joekie Broedelet    | Moeder Gijzen            |
| Kees Brusse         | Arjaan Gijzen            |
| Jeanne Verstraete   | Mevrouw Walter           |

## Trivia
- Hoofdrolspeler Marcel Krols was afkomstig uit Wortel (België). Hij overleed in 1946 op 21-jarige leeftijd.[1]
- In 1974 was er een televisieserie met de titel Merijntje Gijzens jeugd.
- Kees Brusse maakte zijn debuut op 11-jarige leeftijd.